# Eptatretus
Genre
Eptatretus est un genre d'agnathes de la famille des Myxinidae (les myxines en français), des animaux aquatiques anguilliformes. 

## Liste d'espèces
Selon ITIS et FishBase> :
- Eptatretus bischoffii (en)  (Schneider, 1880)
- Eptatretus burgeri (en)  (Girard, 1855)
- Eptatretus caribbeaus  Fernholm, 1982
- Eptatretus carlhubbsi  McMillan et Wisner, 1984
- Eptatretus chinensis  Kuo et Mok, 1994
- Eptatretus cirrhatus  (Forster, 1801)
- Eptatretus deani (en)  (Evermann et Goldsborough, 1907)
- Eptatretus decatrema Regan, 1912 (non reconnu par FishBase)
- Eptatretus eos  Fernholm, 1991
- Eptatretus fernholmi  McMillan et Wisner, 2004 (non reconnu par ITIS)
- Eptatretus fritzi  Wisner et McMillan, 1990
- Eptatretus goliath  Mincarone et Stewart, 2006 (non reconnu par ITIS)
- Eptatretus grouseri  McMillan, 1999
- Eptatretus hexatrema (en)  (Müller, 1836)
- Eptatretus indrambaryai  Wongratana, 1983
- Eptatretus lakeside  Mincarone et McCosker, 2004 (non reconnu par ITIS)
- Eptatretus laurahubbsae  McMillan et Wisner, 1984
- Eptatretus longipinnis  Strahan, 1975
- Eptatretus mcconnaugheyi  Wisner et McMillan, 1990
- Eptatretus mccoskeri  McMillan, 1999
- Eptatretus mendozai  Hensley, 1985
- Eptatretus menezesi  Mincarone, 2000
- Eptatretus minor (en)  Fernholm et Hubbs, 1981
- Eptatretus multidens  Fernholm et Hubbs, 1981
- Eptatretus nanii  Wisner et McMillan, 1988
- Eptatretus octatrema (en)  (Barnard, 1923)
- Eptatretus okinoseanus  (Dean, 1904)
- Eptatretus polytrema (en)  (Girard, 1855)
- Eptatretus profundus (en)  (Barnard, 1923)
- Eptatretus sinus  Wisner et McMillan, 1990
- Eptatretus springeri  (Bigelow et Schroeder, 1952)
- Eptatretus stoutii  (Lockington, 1878)  Eptatretus stoutii.

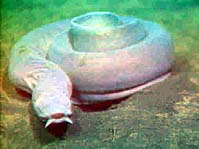
Eptatretus stoutii.

- Eptatretus strahani  McMillan et Wisner, 1984
- Eptatretus wayuu  Mok, Saavedra-Diaz et Acero P., 2001
- Eptatretus wisneri  McMillan, 1999

Il s'y rajoute, :
- Eptatretus aceroi Fernández et Fernholm, 2014[4]
- Eptatretus alastairi Mincarone et Fernholm, 2010
- Eptatretus ancon Mok et al., 2001
- Eptatretus astrolabium Fernholm et Mincarone, 2010
- Eptatretus atami Dean, 1904
- Eptatretus bobwisneri Fernholm et al., 2013[5]
- Eptatretus cheni Shen et Tao, 1975
- Eptatretus cryptus Roberts et Stewart, 2015[6]
- Eptatretus gomoni Mincarone et Fernholm, 2010
- Eptatetrus goslinei Mincarone et al., 2021
- Eptatretus luzonicus Fernholm et al., 2013[5]
- Eptatretus moki McMillan et al., 2004
- Eptatretus nelsoni Kuo et al., 1994
- Eptatretus poicilus Zintzen et Roberts, 2015[6]
- Eptatretus sheni Kuo et al., 1994
- Eptatretus strickrotti (en) Møller et Jones, 2007
- Eptatretus taiwanae Shen et Tao, 1975
- Eptatretus walkeri McMillan et Wisner, 2004
- Eptatretus yangi Teng, 1958

## Génétique
Les génomes de deux espèces ont été séquencés, d'E. burgeri (en) et d'E. atami. Il a fallu le faire sur les cellules sexuelles car chez ces animaux les divisions cellulaires s'accompagnent d'un réarrangement par élimination de chromosomes. Ces études montrent qu'un ancêtre commun des Cyclostomes (myxines et lamproies) a subi une triplication de son génome, après la duplication commune à tous les Vertébrés. Elles confirment par ailleurs l'hypothèse 2R selon laquelle un ancêtre commun des Gnathostomes (les Vertébrés à mâchoire) a subi une seconde duplication (elle est absente chez les Cyclostomes).

## Usages

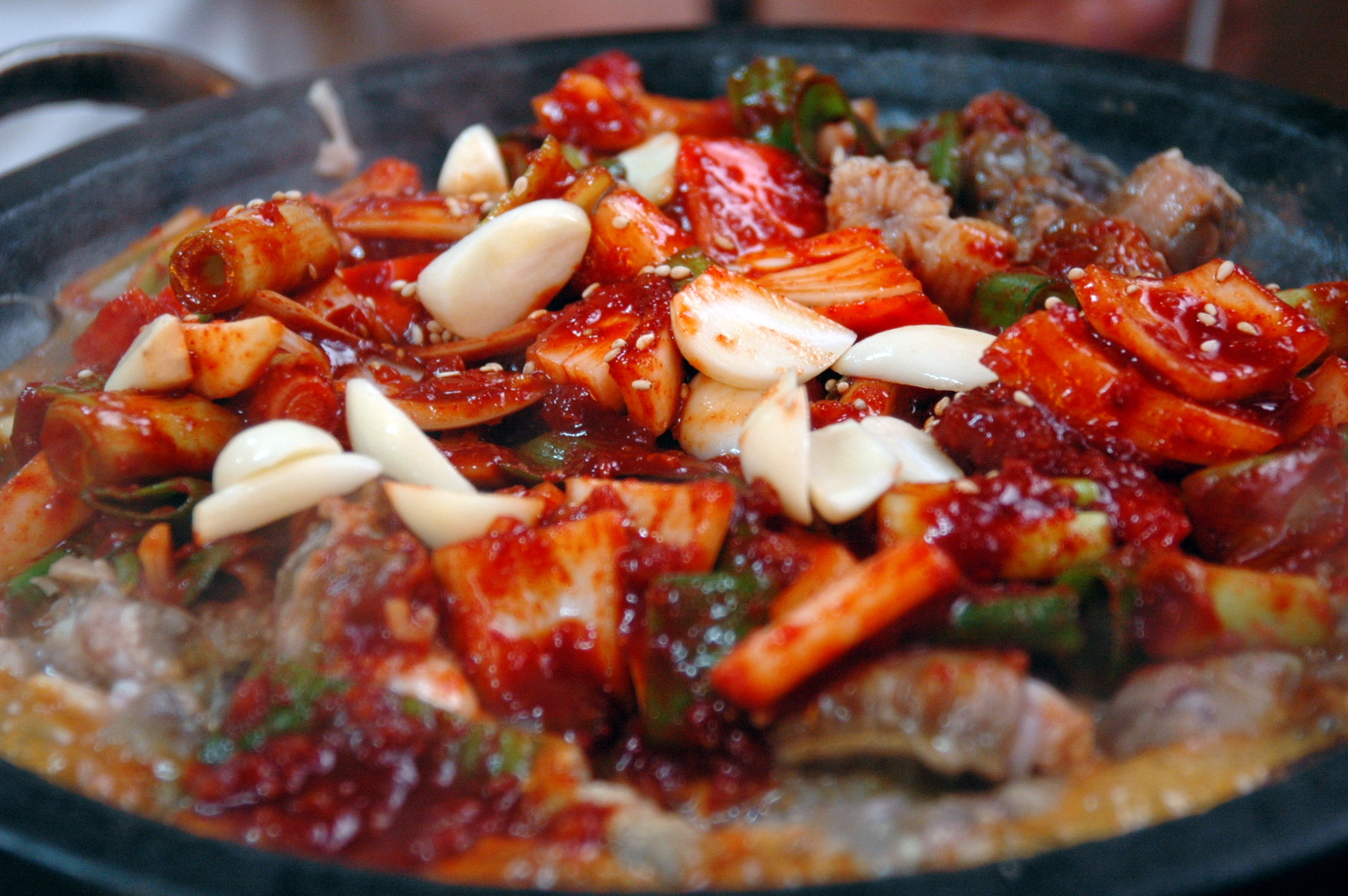
Kkomjangeo bokkeum dans la cuisine coréenne.

Dans la plupart des pays les myxines ne sont généralement pas consommées, mais la Myxine côtière (Eptatretus burgeri (en)) est appréciée comme aliment dans la péninsule coréenne ( 꼼장어 / kkomjangeo, dans le plat appelé 꼼장어 볶음 / kkomjangeo bokkeum) et par les Coréens du Japon. Elle l'est également par les Japonais de certaines régions, notamment les préfectures de Nagasaki et de Niigata.